# Boris Epure
Boris Epure (n. 1882, Chișinău – d. 12 decembrie 1938, Chișinău) a fost un om politic român, care a făcut parte din Sfatul Țării din Basarabia.

## Biografie
A făcut studii superioare juridice, fiind de profesie notar public.
A fost ales de Congresul Ostașilor Moldoveni din 20—26 octombrie 1917 ca membru în Sfatul Țării din Basarabia. În cadrul acestui organ legislativ, el a îndeplinit funcția de secretar (22 noiembrie 1917 - 18 februarie 1919).
La data de 27 martie 1918 a votat Unirea Basarabiei cu România, semnând împreună cu Ion Inculeț, Ion Buzdugan și Pantelimon Halippa procesul verbal al ședinței.
Boris Epure a încetat din viață la data de 12 decembrie 1938, în municipiul Chișinău și a fost înmormântat în Cimitirul Central din Chișinău.